# Sugauli
Sugauli é um cidade no distrito de Purba Champaran, no estado indiano de Bihar.

## Demografia
Segundo o censo de 2001, Sugauli tinha uma população de 31.362 habitantes. Os indivíduos do sexo masculino constituem 54% da população e os do sexo feminino 46%. Sugauli tem uma taxa de literacia de 42%, inferior à média nacional de 59,5%: a literacia no sexo masculino é de 51% e no sexo feminino é de 32%. Em Sugauli, 20% da população está abaixo dos 6 anos de idade.